# 후지와라노 이시 (1000년)
후지와라노 이시/타케코 (일본어: 藤原 威子 ふじわら の いし/たけこ[*], 조호 원년 12월 23일 (1000년 2월 1일) - 조겐 9년 9월 6일 (1036년 9월 28일))는 헤이안 시대의 여성이다. 섭정 후지와라노 미치나가의 딸이다. 생모는 미나모토노 린시/토모코이다. 제 68대 고이치조 천황의 중궁이다. 별칭으로는 오오중궁(大中宮)이다. 자녀로는 쇼시/아키코 내친왕(고레이제이 천황의 중궁)과 케이시/카오루코 내친왕(고산조 천황의 중궁)이 있다. 동복형제로는 요리미치, 노리미치, 조토몬인 쇼시, 겐시, 기시가 있다.

## 생애
조와 원년 (1012년), 나이시노카미에 임관되었다. 정4위하에 서임되어, 같은 해 챠쿠모 (성인식)을 하고, 종3위로 올랐다. 조와 2년 (1013년) 종2위, 간닌 원년 (1017년) 미쿠시게도노노벳토를 겸임했다. 간닌 2년 (1018년) 3월, 조카인 고이치조 천황에게 입궁했다. 4월에 뇨고 선지를 받았고, 10월에 중궁에 책립되었다. 조겐 9년 (1036년) 4월, 남편인 고이치조 천황이 붕어하였고, 같은 해 9월 4일에 출가, 그 2일 후인 6일에 38세의 나이로 사망했다.
미치나가와 린시 부부의 3녀이다. 큰언니 쇼시 소생의 고이치조 천황의 원복을 기다렸다가, 20세의 나이로 입궁했다. 남편보다 9살 많은 비였고, 이시 자신은 이 점을 부끄러워 했다고 하나, 실권자 미치나가의 딸로 중히 여겨져, 이시의 형제들조차 딸의 입궁을 꺼렸고, 미치나가가 죽은 후에도 끝내 후궁에는 다른 비가 들어오지 않았다. 또, 이시의 입후는 미치나가가 삼후 (황후, 황태후, 태황태후)를 모두 자신의 딸로 차지하는 전대미문의 위업을 달성한 것이다. 미치나가의 권세를 상징하는 것으로 여겨지는 「この世をば」의 와카는 이때의 축하 연회에서 읊었다고 한다 (『소우기』).
하지만, 유일한 황후이면서 이시가 낳은 두 아이 모두 여자아이로, 제 1황녀 쇼시 내친왕 출산 때에는 주변의 실망에, 천황이 "엣날에는 여자 황제가 섰던 적도 있었소"라며 이시를 두둔했다는 이야기를 『에이가모노가타리(栄花物語)』에서 확인된다. 그 후에도 끝내 아들이 태어나지 않았고, 천황이 29세의 나이로 붕어한 지 반년도 안되어, 이시 역시 천연두로 사망했다. 이시의 남겨진 어린 두 내친왕은 이후, 할머니이자 큰어머니인 쇼시, 큰아버지인 요리미치의 후견을 받아, 장성하였고, 각자 사촌동생인 고레이제이, 고산조 형제에게 입궁하였다. 두 황녀 모두 자녀를 낳지 못해, 고이치조 천황과 이시의 후손은 완전히 끊기게 되었다.
황자 탄생을 이세 신궁에 기원한 조겐 8년 여름에 한번 유산하였다 (조겐 7년 카시마ㆍ카토리 두 신궁에 기원).